# 電子監視

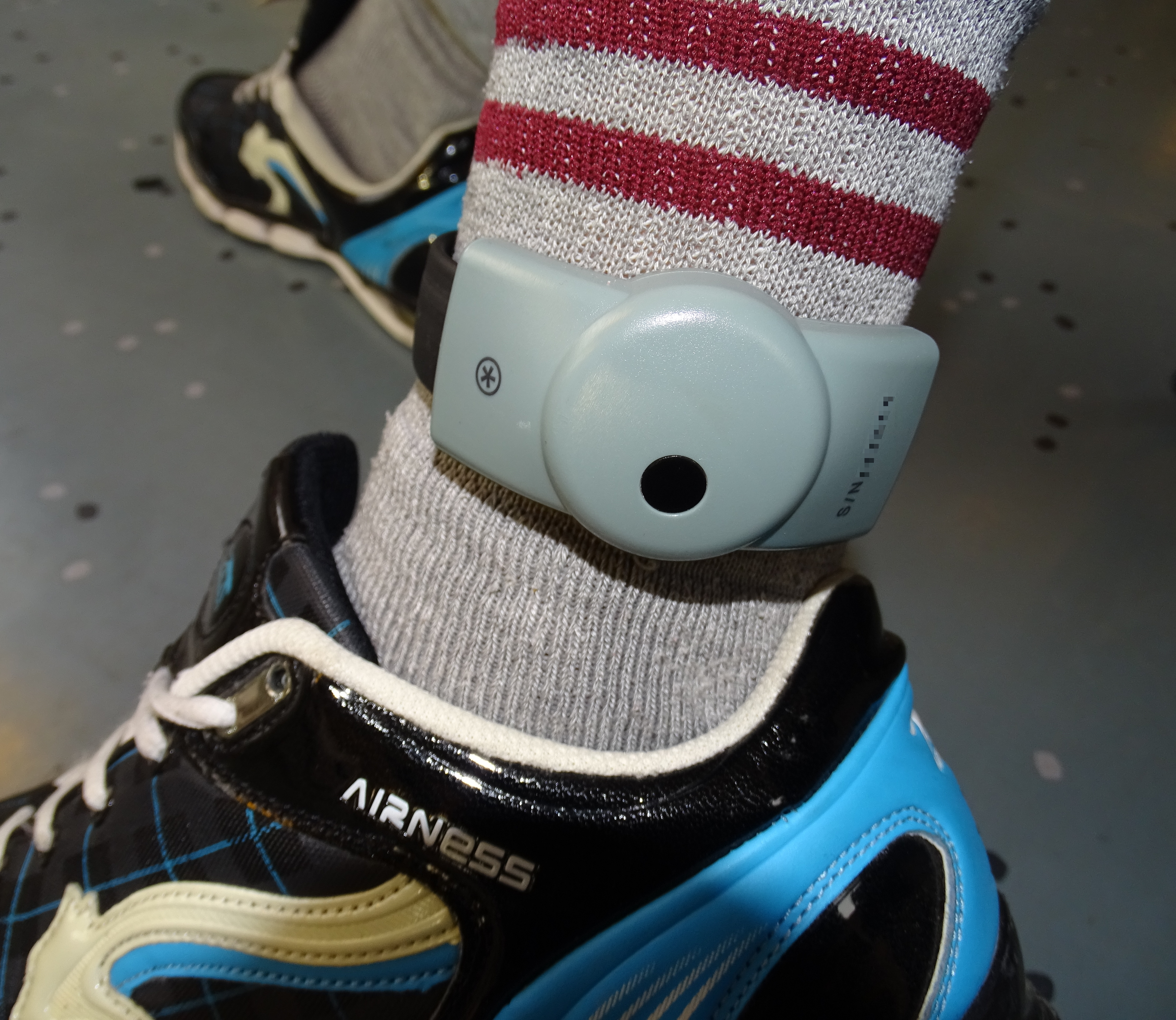
足首に装着するGPSアンクレット (Bracelet électronique)

電子監視（でんしかんし）は、犯罪者などを在宅拘禁する際に自宅にいるかどうかを電子的に監視すること、及びそのための装置を指す。
再犯率が非常に高いと言われている性犯罪、ドメスティックバイオレンス、ストーカーを犯した前歴者、殺人、傷害致死、殺人未遂、傷害、逮捕監禁で人を故意に死傷させた犯罪。放火、強盗、恐喝、暴行事件を犯し、刑事裁判で執行猶予判決を受けた執行猶予期間中の被告人。少年院から仮退院された被収容者。刑務所・少年刑務所から仮釈放され、仮釈放期間中の受刑者（無期懲役で仮釈放が認められた受刑者は死亡するまで）。傷害、暴行、恐喝事件を起こした20歳未満の非行・犯罪少年・少女、刑事未成年が家庭裁判所の少年審判で保護観察処分受けた保護観察期間中の少年・少女が社会に出で更生をするときにGPSを利用して監視することをいう。
アメリカのGPSだけでなく、他の衛星測位システム（GLONASS・Galileo・BDSなど）を利用して性犯罪者を監視する場合もある。ただし、そのような場合でも代名詞的に”GPS"と総称される場合もある。
2009年時点で特定の前歴者にGPSの取り付けを義務付ける制度があり実施されている国にはアメリカ合衆国（半分以上の州）、大韓民国、イギリス、フランス、ドイツ、カナダ、スウェーデンなどがある。

## 各国の状況

### 韓国
韓国では2007年に、位置追跡電子装置装着法が成立し、2008年9月に性的暴行犯を対象にGPSアンクレット付着制度が本格的に施行した。法案はハンナラ党議員による議員立法である。当初は人権侵害だとの反対があったが、2006年に発生した執行猶予中の性犯罪者によって小学生が性的暴行後に殺された事件（龍山小学生性暴行殺害事件）などが法案成立を後押しした。
監視は24時間体制で、禁止地域や禁止地域近くの緩衝地域に対象者が入ると、警察が対象者に電話する。緊急事態と判断される場合には警察が急行する。
制度導入前と比較して、2014年の性暴行などの再犯率は8分の1の水準になった。制度施行前の2004年から2008年間の性暴行犯罪者の再犯率は14.1%だったのが、制度施行後の2009年から2014年までは1.7%となり、再犯率が88%減少した。
2021年7月時点で、電子足輪の装着義務がある人は8000人以上、韓国法務省によれば制度の施行前と比べると性犯罪の再犯率は7分の1に減少したという。
ただ、マニュアルが無いことや軽視、性犯罪への軽い刑罰と批判される韓国では、強姦の前科持ちで出所後に複数回にわたってGPSアンクレットを切断して逃走した前歴もある男が、国外逃亡する事態が何度も起きている。原因として韓国検察が男の逮捕状を請求したが、韓国裁判所は「逃走の恐れがない」と却下し、その理由として逮捕した韓国警察も男の出国禁止申請をしなかったこと、出国禁止措置が出ていないとGPSアンクレットをしていた場合も韓国の空港が男の嘘を確認せずに乗せることにある……と指摘した。
2021年9月には、電子足輪を切断し逃走して逮捕された男が「女性2人を殺害していた事件」が起こり、制度の有効性が議論となっている。

#### 対象者
当初は、「13才未満の児童に対する性暴力犯罪者」のみが対象とされていたが、再犯率が88%減少という高い予防効果が注目され、その後の法改正によりその他の凶悪犯へも適用されている。
- 2008年 … 13才未満の児童に対する性暴力犯罪者
- 2009年 … 未成年者誘拐犯
- 2010年 … 殺人犯・性暴行犯への遡及適用
- 2014年6月 … 強盗犯

### アメリカ
全州で性犯罪者はミーガン法に基づき顔写真と個人情報をネットで公開される。特に常習性が見られる犯罪者はジェシカ法によりGPSの装着が義務付けられる。80年代アメリカの刑務所が過剰収用になった際に施行されたジェシカ法は、90年代以降GPSを利用した追跡が採用され、以後欧米を中心に子供を狙う性犯罪者を監視する目的で導入された。
なお、現在では性犯罪者だけでなく在宅の被疑者や仮釈放中の者にも装着されている。逃亡及び改ざん防止措置が施されており、装着者が移動を許可された地域から抜け出したり装置を破壊しようとすると当局に通知が行く仕組みになっている。

### 日本
2018年7月13日、新潟県議会は5月に起こった新潟小2女児殺害事件を受け、性犯罪者にGPS端末を装着して監視するシステムの導入について国に検討を求める意見書を可決した。
2020年6月、政府は性犯罪・性暴力対策の強化方針を取りまとめ、仮釈放中の性犯罪者に対する再犯防止のためのGPSの装着義務化について2年間をめどに検討することを表明した。方針では2022年度までの3年間を「集中強化期間」と位置づけ、海外の事例を調査して導入するかどうか検討するとしている。
2021年10月8日、法制審議会は、保釈中に海外逃亡のおそれがある被告にGPS端末を装着させる制度などを盛り込んだ要綱案を取りまとめた。日産自動車のカルロス・ゴーン元会長の逃亡事件などを受けてのことで、21日に法務大臣に答申した。2022年4月、法務省と最高裁は2022年度より実証実験を開始し、早ければ2026年度からの運用を目指すとしている。
2023年5月10日、海外逃亡のおそれがある被告の保釈時にGPS端末を装着させる制度の導入などを盛り込んだ改正刑事訴訟法が参議院院本会議で可決、成立した。

## GPSアンクレット

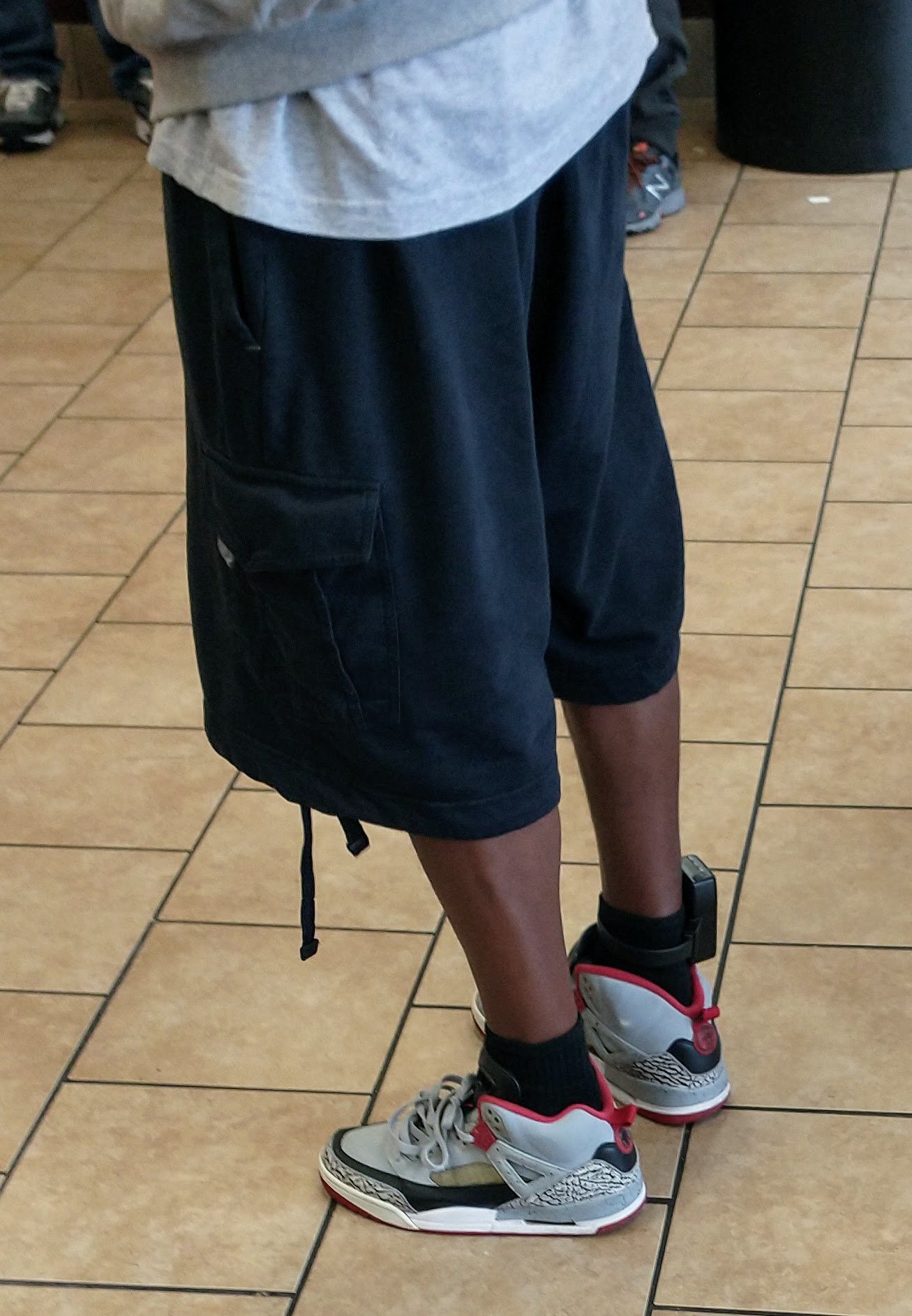
GPSアンクレットの着用例。大きめの長ズボンを履かないと、かなり目立つ。

足首に装着するGPSを利用した監視装置のこと。GPS足輪、電子足輪、アンクルモニターなどとも呼称する。

### 機能
- 足首のアンクレットが外れたり、切断されたりすると当局に通報される。
- プールのロッカーの鍵付きリストバンドに似ていて、重さは80グラム。
- 端末と充電器がセットになっている。
- 完全防水機能付きのため、入浴も問題ない。
- 短いズボンを履くと一目でわかるため、夏の暑い日でも靴下の下に付けたり、長ズボンを履いたりする[15]。

## 電子監視を扱った作品
『scope』
2010年の日本映画。性犯罪の出所者にGPSのチップが体に埋め込まれ、位置情報がネット上で公開される近未来を描いた作品。
『悪魔を見た』
2011年の韓国映画。婚約者の男性を殺された敏腕捜査官スヒョンは、殺人鬼ギョンチョルを見つけ出し半殺しに。しかし殺害はせず、小型マイク付きのGPSを知られないように取り付ける。ギョンチョルが性犯罪を起こそうとする度に寸止めで嬲りものにする…という作品。
『ホワイトカラー』
2009年から2014年にかけて放送されたアメリカ（USAネットワーク）のテレビドラマ。収監中の天才詐欺師ニール・キャフリーは恋人のため脱獄を果たすが、間もなく知能犯専門チームのFBI捜査官ピーター・バークに捕まる。
4年の刑期延長に対し、ニールはピーターに捜査に協力する代わりに自由にして欲しいと取引を持ちかける。ピーターは取引を承諾し、ニールは知的犯罪捜査のコンサルタントになる代わり制限付きの自由を与えられる。ニールはピーターと協力し、自身の経歴を生かした助言や、時に培ったテクニックを駆使してニューヨークに蔓延する知的犯罪を解決していく一方で、彼自身の問題を解決していく。
『装甲騎兵ボトムズ』
1983年から1984年にかけて放送された日本のアニメ。主人公のキリコがメルキア軍に捕まった時に体にビーコンを埋め込まれて人工衛星による追跡監視が行われた。キリコはビーコンの存在を知らずにメルキア軍基地から逃亡してウドの街に潜んでいたが、ウドの警察署長との因縁からメルキア軍の介入を含んだ大規模な戦闘へ発展し、ウドは崩壊してしまう。
監視システムのトラブルにより一ヶ月ほど追跡出来なかったが、システム復帰時にはメルキアと対立する内戦の激しいクメン王国にキリコが逃げ込んでいることが判明した。戦場で生きることしか知らないキリコはクメンの傭兵部隊に志願したが、入隊時の身体検査でビーコンの存在が発覚したためメルキア軍のスパイ疑惑を懸けられて拷問を受けることになった。ビーコンはこの時に除去されている。